# Megyesi István
Megyesi István (Csanytelek, 1949. március 31. – 2016. július 25.) magyar labdarúgó, balhátvéd.

## Pályafutása

### Klubcsapatban
Békéscsabán kezdett focizni és 1966-ban kétszer is bekerült az ifjúsági válogatottba, ahol felfedezte a Ferencváros. Kétszeres magyar bajnok és négyszeres MNK győztes. Tagja az 1974–1975-ös KEK-döntős csapatnak. Összesen 365 mérkőzésen játszott ebből 213 bajnoki, 95 nemzetközi, 57 hazai díjmérkőzés. Góljainak száma: 14 (3 bajnoki, 11 egyéb).

### A válogatottban
A magyar válogatottban 1970 és 1975 között 7 alkalommal szerepelt.

## Sikerei, díjai
- Magyar bajnok (1968, 1975–76)
- Magyar Népköztársasági Kupa-győztes (1972, 1974, 1976, 1978)
- UEFA kupa 3.: 1971–72
- KEK második (1974–75)
- az FTC örökös bajnoka (1981)

## Statisztika

### Mérkőzései a válogatottban
| Magyarország | Magyarország         | Magyarország                   | Magyarország | Magyarország | Magyarország | Magyarország       | Magyarország | Magyarország |
| #            | Dátum                | Helyszín                       | Hazai        | Eredmény     | Vendég       | Kiírás             | Gólok        | Esemény      |
| ------------ | -------------------- | ------------------------------ | ------------ | ------------ | ------------ | ------------------ | ------------ | ------------ |
| 1.           | 1970. szeptember 9.  | Nürnberg, Frankenstadion       | NSZK         | 3 – 1        | Magyarország | barátságos         | -            |              |
| 2.           | 1970. szeptember 27. | Budapest, Népstadion           | Magyarország | 1 – 1        | Ausztria     | barátságos         | -            |              |
| 3.           | 1973. november 21.   | Budapest, Népstadion           | Magyarország | 0 – 1        | NDK          | barátságos         | -            |              |
| 4.           | 1974. március 31.    | Zalaegerszeg, ZTE stadion      | Magyarország | 3 – 1        | Bulgária     | barátságos         | -            |              |
| 5.           | 1974. április 17.    | Dortmund, Westfallenstadion    | NSZK         | 5 – 0        | Magyarország | barátságos         | -            |              |
| 6.           | 1974. május 29.      | Székesfehérvár, Sóstói Stadion | Magyarország | 3 – 2        | Jugoszlávia  | barátságos         | -            |              |
| 7.           | 1975. június 7.      | Szófia, Levszki stadion        | Bulgária     | 4 – 0        | Magyarország | olimpiai selejtező | -            |              |
|              | Összesen             |                                |              | 7            | mérkőzés     |                    | 0            | gól          |